# Чёрная Захарьевка
Чёрная Заха́рьевка — деревня в Вадском районе Нижегородской области. Входит в состав Лопатинского сельсовета.

## География
Деревня находится на левом берегу реки Пьяна.

### Часовой пояс
Село Деревня Захарьевка, как и вся Нижегородская область, находится в часовой зоне МСК (московское время). Смещение применяемого времени относительно UTC составляет +3:00.

## Население
| 1999 | 2002 | 2010 |
| ---- | ---- | ---- |
| 3    | ↘1   | ↘0   |